# Гилпин (окръг)
Окръг Гилпин (на английски: Gilpin County) е окръг в щата Колорадо, Съединени американски щати. Площта му е 388 km², а населението – 6013 души (2017). Административен център е град Сентрал Сити.